# Opservatorij
Opservatorij (prema lat. observare: promatrati) je znanstvena ustanova u kojoj se sustavno motre određene prirodne pojave (na primjer astronomski, meteorološki, seizmološki opservatorij). Prvi astronomski opservatoriji imali su sprave za promatranje golim okom i nalazili su se pod vedrim nebom. Uporabom teleskopa u 17. stoljeću počinju se graditi čvrsti objekti s kupolom (zvjezdarnice). Najbolja mjesta za zvjezdarnice daleko su od urbanih područja i na visokim planinama, gdje su utjecaj atmosfere, nečistoća i nemir smanjeni. Današnji astronomski opservatorij koristi astronomske instrumente za prihvat elektromagnetskoga zračenja različitih valnih duljina. Radio teleskopi prihvaćaju radio valove i nisu podložni meteorološkim uvjetima i naoblaci, i kao najveći uređaji ne nalaze se u zgradama. Opservatoriji u putanji upućuju se u svemir kao umjetni Zemljini ili Sunčevi sateliti; oni posebno služe za opažanje rendgenskih zraka, gama-zraka i infracrvenoga zračenja, koje se sa Zemljine površine, zbog apsorpcije u atmosferi, ne bi moglo opažati. Za potrebe astronomije grade se i uređaji za prihvat neutrina i kozmičkih zraka, a također i gravitacijskih valova, koje teorija predviđa, ali do sada još nisu opaženi.

## Zvjezdarnica ili astronomski opservatorij
Zvjezdarnica ili astronomski opservatorij je astronomska institucija opremljena za znanstvena opažanja nebeskih tijela; u širem smislu zvjezdarnica je i radioastronomska institucija te svemirska letjelica koja svemir istražuje izvan atmosfere. Zvjezdarnice se razlikuju po opremi koju rabe, kao što su primjerice:
- Astrometrija
- Astrofizika
- Radio astronomija

## Meteorološka postaja
Meteorološka postaja je mjesto na kojem se obavljaju redovita motrenja i mjerenja meteoroloških elemenata. Meteorološke postaje razlikuju se prema broju elemenata koji se mjere, prema učestalosti motrenja i mjerenja te prema svrsi mjerenja. Instrumentima su najbolje opskrbljeni meteorološki opservatoriji, a potom sinoptičke meteorološke postaje (osobito u zračnim lukama). Kako bi metode motrenja, kontrole i iskorištavanja podataka bile svuda jednake, osnovane su u pojedinim državama meteorološke službe. Radi ujednačenja meteoroloških mjerenja i motrenja na cijelome svijetu, osnovana je 1873. Međunarodna meteorološka organizacija ili IMO (eng. International Meteorological Organization), koja se polovicom 20. stoljeća pretvorila u Svjetsku meteorološku organizaciju ili WMO (eng. World Meteorological Organization). Na Međunarodnome meteorološkom kongresu u Beču 1873. prihvaćena je međunarodna klasifikacija meteoroloških postaja prema opsegu rada u četiri kategorije, no ta je podjela danas daleko šira i obuhvaća: sinoptičke, klimatološke, kišomjerne, zrakoplovno-meteorološke, agrometeorološke, radarske, raketne, pomorske, istraživačke i druge kategorije.

## Seizmološki opservatorij
Potkraj 19. stoljeća bila su osnovana prva nacionalna seizmološka društva i takozvana povjerenstva (1878. u Švicarskoj, 1880. u Japanu i Hrvatskoj), a 1905. bila je osnovana Međunarodna udruga za seizmologiju, koja je 1951. prerasla u današnju Međunarodnu udrugu za seizmologiju i fiziku unutrašnjosti Zemlje, a Hrvatska je njezin član od osamostaljenja. U svijetu je 1920-ih radilo oko 150 seizmoloških postaja te je bio osnovan Međunarodni seizmološki centar, koji i danas prikuplja podatke sa seizmoloških opservatorija širom svijeta. U europsko-mediteranskoj zoni od 1975. djeluje regionalna seizmološka organizacija. U 1950-ima u svijetu je djelovalo oko 700 seizmoloških postaja. Danas ima više od 8 500 međunarodno registriranih postaja.